# Trigonura
Trigonura är ett släkte av steklar. Trigonura ingår i familjen bredlårsteklar.

## Dottertaxa tillTrigonura, i alfabetisk ordning[1]
- Trigonura algerti
- Trigonura bakeri
- Trigonura californica
- Trigonura chrysobathra
- Trigonura crassicauda
- Trigonura dorsalis
- Trigonura elegans
- Trigonura euthyrrhini
- Trigonura gladiator
- Trigonura guttatipennis
- Trigonura indica
- Trigonura insularis
- Trigonura javensis
- Trigonura luzonensis
- Trigonura ninae
- Trigonura nishidai
- Trigonura pini
- Trigonura puertoricensis
- Trigonura reticulata
- Trigonura rubens
- Trigonura ruficaudis
- Trigonura samarensis
- Trigonura septemdens
- Trigonura shonima
- Trigonura sphenopterae
- Trigonura steffani
- Trigonura tarsata
- Trigonura tenuicaudis
- Trigonura townesi
- Trigonura ulmi